# Ceraphron aguinaldoi
Ceraphron aguinaldoi är en stekelart som beskrevs av Paul Dessart 1981. Ceraphron aguinaldoi ingår i släktet Ceraphron och familjen pysslingsteklar. Inga underarter finns listade i Catalogue of Life.